# Хуан Жуньцю
Хуан Жуньцю (кит. 黄润秋, род. август 1963, Чанша, Хунань) — китайский государственный и политический деятель, министр экологии и окружающей среды КНР с 29 апреля 2020 года.
Заместитель председателя ЦК Общества «Цзюсянь» с 7 декабря 2017 года.
С конца 1970-х годов третий по счёту министр Центрального народного правительства КНР, не являющийся членом Коммунистической партии Китая.
Председатель 15-й Конференции сторон Конвенции ООН о биологическом разнообразии (COP15). Член Всекитайского комитета Народного политического консультативного совета Китая 9, 10, 11 и 13-го созывов, депутат Всекитайского собрания народных представителей 12-го созыва,

## Биография
Родился в августе 1963 года в Чанше, провинция Хунань.
После окончания средней школы поступил в Политехнический институт Чэнду (ныне Чэндуский политехнический университет), где получил дипломы бакалавра, магистра и степень доктора философии (PhD). Преподавал в этом же учебном заведении. В ноябре 2001 года занял должности проректора университета и одновременно заведующего Государственной лабораторией предотвращения геологических инцидентов и защиты геосреды.
В декабре 2007 года избран членом бюро ЦК Общества «Цзюсянь» — одной из восьми малых партий Китая.
С января 2018 года — заместитель председателя сычуаньского комитета Народного политического консультативного совета Китая (НПКСК).
С января 2014 года — заместитель председателя Постоянного комитета Собрания народных представителей провинции Сычуань.
В марте 2016 года переведён в Пекин на должность заместителя министра охраны окружающей среды КНР. После реорганизации министерства в марте 2018 года занял пост замминистра экологии и окружающей среды КНР. В декабре 2017 года избран заместителем председателя ЦК Общества «Цзюсянь».
29 апреля 2020 года назначен министром экологии и защиты окружающей среды КНР.